# هوليس كونواي
هوليس كونواي (بالإنجليزية: Hollis Conway) هو منافس ألعاب قوى أمريكي، ولد في 8 يناير 1967 في شيكاغو في الولايات المتحدة.

## وصلات خارجية
- هوليس كونواي على موقع الاتحاد الدولي لألعاب القوى (الإنجليزية)
- هوليس كونواي على موقع الاتحاد الأمريكي لسباقات المضمار والميدان (الإنجليزية)
- هوليس كونواي على موقع الاتحاد الأمريكي لسباقات المضمار والميدان (الإنجليزية)
- هوليس كونواي على موقع اللجنة الأولمبية الدولية (الإنجليزية)
- هوليس كونواي على موقع أوليمبيديا (الإنجليزية)
- هوليس كونواي على موقع قاعة لويزيانا للمشاهير الرياضية (الإنجليزية)